# Burudekatte, Hosadurga
Burudekatte là một làng thuộc tehsil Hosadurga, huyện Chitradurga, bang Karnataka, Ấn Độ.